# Тащенак (село)
Тащена́к —  село в Україні, в Мелітопольському районі Запорізької області. Входить до складу Новенської селищної громади. Населення становить 120 осіб. Орган місцевого самоврядування - Новенська сільська рада.

## Географія
Село Тащенак знаходиться на правому березі річки Тащенак, вище за течією на відстані 3 км розташоване село Данило-Іванівка, нижче за течією на відстані 7 км розташоване село Радивонівка, на протилежному березі - село Мирне.
Поруч проходить автомобільна дорога М18 (E105).

## Населення

### Мова
Розподіл населення за рідною мовою за даними перепису 2001 року:
| Мова            | Кількість | Відсоток |
| --------------- | --------- | -------- |
| російська       | 90        | 75.00%   |
| українська      | 17        | 14.17%   |
| інші/не вказали | 13        | 10.83%   |
| Усього          | 120       | 100%     |

## Сьогодення
Після розпаду СРСР інфраструктура села прийшла в занепад. Дороги і вуличне освітлення опинилися в незадовільному стані. Дитячий садочок в центрі села зруйнувався, сільський клуб був проданий на будматеріали. 